# ۴۵ هرکول
۴۵ هرکول یک ستاره است که در صورت فلکی زانوزده قرار دارد.